# 槇田献太郎
槇田 献太郎（まきた けんたろう、1902年（明治35年）7月4日 - 1964年（昭和39年）10月）は、日本の政治家。鳴門市長。九州帝国大学法文学部卒業。

## 経歴
1928年（昭和3年）、九州帝国大学法文学部法科を卒業後、南満州鉄道へ入社。
1932年（昭和7年）、満州国国務院総務庁法制局統計処資料課長に起用され、その後、同国官吏として新京特別市財務処長、ハルピン郵政管理局長、国務院総務庁参事兼厚生参事官などを歴任。
戦後は愛媛県松山市共催の愛媛県産業大博覧会事務局長として腕を振るい、1951年（昭和26年）4月26日に徳島県の鳴門市長に就任。
市長退任後は松山市に住み、日刊工業新聞松山市局長を勤めたが、1964年（昭和39年）10月、同地で死去。享年62。